# Hans Grasberger

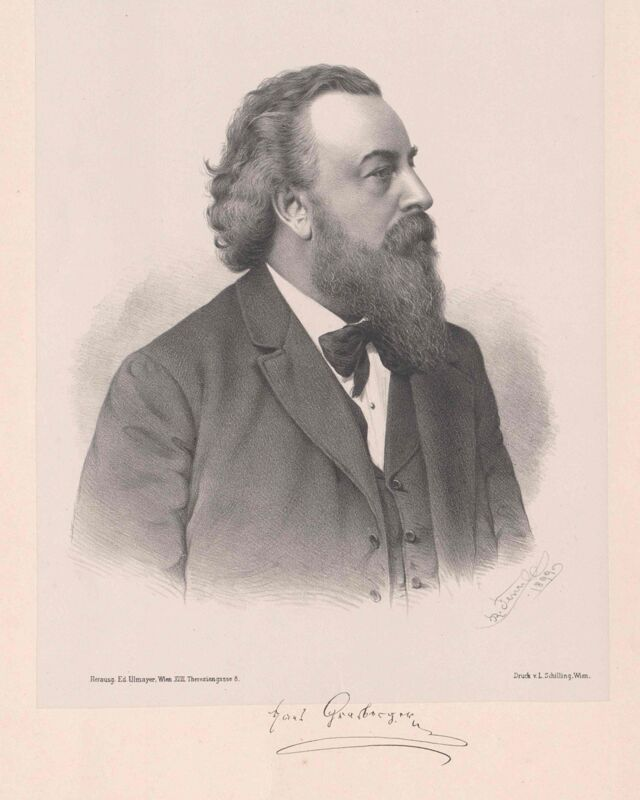
Hans Grasberger

Hans Nepomuk Grasberger (* 2. Mai 1836 in Obdach, Steiermark; † 11. Dezember 1898 in Wien) war ein österreichischer Dichter, Lyriker und Kunstkritiker.

## Leben
Grasberger studierte Jus an der Universität Wien und arbeitete später für verschiedene Zeitungen (u. a. für die „Presse“ und die „Wiener Zeitung“). 1867 ging er als Korrespondent nach Rom, wo er Kunststudien betrieb und für die „Presse“ Kunstkritiken verfasste. Er machte sich auch als Mundartdichter einen Namen und veröffentlichte zeitlebens einige Gedichtesammlungen in steirischer Mundart. In seinem Stil wird Grasberger oft mit dem bekanntesten steirischen Dichter seiner Zeit, Peter Rosegger, verglichen. Er schrieb auch unter dem Pseudonym Carl (Karl) Birkenbühl.
Hans Grasberger starb am 11. Dezember 1898 im Alter von 62 Jahren und wurde am Friedhof in Mödling, Niederösterreich beigesetzt.

## Werke (Auswahl)
- 1864 Sonette aus dem Orient. Von Carl Birkenbühl. F. Hurter'sche Buchhandlung, Schaffhausen
- 1869 Singen und Sagen. Gedichte von Johannes Grasberger. Verlag von J. P. Gotthard, Wien
- 1873 Aus dem Carneval der Liebe. Gedichte. Verlag von A. Kröner, Stuttgart (Gedichtsammlung)
- 1880 Zan Mitnehm' (Gedichtsammlung)
- 1884 Nix für unguet! Schnaderhüpfeln. Verlag von A. G. Liebeskind, Leipzig
- 1886 Plodersam (Gedichtsammlung)
- 1887 Aus der ewigen Stadt. Novellen. Verlag von A. G. Liebeskind, Leipzig
- 1888 Allerlei deutsames. Bilder und Geschichten. Verlag von A. G. Liebeskind, Leipzig
- 1896 Wie ich meine Mundart entdeckte. In: Die Gartenlaube. Heft 34, 1896, S. 570–572 (Volltext [Wikisource]).
- 1896 Die Naturgeschichte des Schnaderhüpferl. Eine litterarhistorische Studie. Verlag von Georg Heinrich Meyer, Leipzig
- 1897 Steirische Geschichten. Georg Heinrich Meyer, Leipzig

## Sonstiges
Nach Hans Grasberger wurde in Wien die Grasbergergasse benannt. Außerdem trägt die Grasbergerstraße in Graz ebenfalls seinen Namen.